# Cercul poeților dispăruți
Cercul poeților dispăruți (eng. Dead Poets Society) este un film dramatic din anul 1989, cu un scenariu scris de Tom Schulman și regizat de Peter Weir. În rolul principal joacă Robin Williams. Acțiunea are loc în anul 1959 la o școală de elită ficțională, numită Welton Academy, și urmărește povestea unui profesor ce predă limba engleză și care își inspiră elevii prin metodele sale de predare a poeziei.
Filmul a fost lăudat de către critici și a avut mare succes și la box office; a câștigat premiul de Cel mai Bun Film din partea BAFTA, Cel mai Bun Film Străin la Premiile César 1991 și Premiile David di Donatello din 1990. Schulman a câștigat Premiul Oscar pentru cel mai bun scenariu original pentru munca sa.

## Intrigă
În anul 1959, timidul Todd Anderson începe studiile la liceul Welton Academy, o școală de pregătire de elită. El ajunge să fie coleg de cameră cu Neil Perry, unul dintre elevii promițători ai liceului Welton, și este acceptat rapid de Neil și prietenii săi: romanticul Knox Overstreet, silitorul Richard Cameron, prietenii la cataramă Steven Meeks și Gerard Pitts, și nonconformistul Charlie Dalton.
În prima zi,  ei sunt surprinși de metodele neortodoxe ale noului profesor de limba engleză, John Keating, și el, la rândul lui, absolvent al liceului Welton, care își încurajează studenții să "își facă viețile extraordinare", un sentiment pe care îl asociază cu expresia din latină, carpe diem ("trăiește clipa"). Orele ulterioare includ statul pe propriile bănci pentru ca băieții să învețe că trebuie să privească viața din perspective diferite, ruperea paginilor ce conțin introducerea cărții cu poezii, în care se folosește o formulă matematică pentru a se ierarhiza poeziile, și invitarea lor în curtea liceului pentru ca fiecare să se plimbe în propriul fel, cu scopul de a-și dezvolta individualitatea. Metodele sale îi atrag atenția directorului Gale Nolan.
După ce află că Keating a fost membru al unui grup interzis, numit Cercul Poeților Dispăruți (Dead Poets Society), în timp ce învăța la Welton, Neil reînvie clubul, iar el și prietenii săi se furișează afară din campus spre o peșteră, unde citesc poezii și poeme, inclusiv pe ale lor. Pe vreme ce anul trece, băieții sunt încurajați din ce în ce mai mult să își trăiască viața după bunul plac. Knox își încearcă norocul cu Chris Noel, o fată ce se întâlnește cu un jucător de rugby și a cărei familii este prietenă cu cea a lui Knox.  Neil își descoperă pasiunea pentru teatru și primește rolul principal într-o producție locală a piesei Visul unei nopți de vară, în ciuda faptului că tatăl său despotic dorește ca el să ajungă doctor. Keating îl ajută pe Todd să iasă din propria carapace și își dă seama de potențialul său atunci când acesta se exprimă liber în fața clasei, ceea ce rezultă în compunerea spontană a unei poezii.
Charlie publică un articol în revista școlii, în numele Cercului Poeților Dispăruți, cerând ca fetele să fie admise la Welton. Nolan folosește pedeapsa corporală pentru a-l convinge pe Charlie să spună cine mai face parte din Cercul Poeților Dispăruți, dar el nu spune nimic. Nolan vorbește și cu Keating, avertizându-l că ar trebui să-și descurajeze elevii din a pune la îndoială autoritatea.
Tatăl lui Neil descoperă implicarea fiului său în piesă și îi spune să o abandoneze în ajunul spectacolului de deschidere. Devastat, Neil se duce la Keating, care îl sfătuiește să-și spună opinia și să-i demonstreze tatălui său că pasiunea pentru actorie e ceva de luat în serios. Tatăl lui Neil apare neașteptat la spectacol. El îl duce pe Neil acasă și îl forțează să urmeze școala pentru a deveni doctor. Neavând curajul să-și spună opinia în fața tatălui său, Neil, obidit, se sinucide.
Nolan investighează moartea lui Neil la cererea familiei Perry. Richard îl învinuiește pe Keating pentru a scăpa de pedeapsă, și spune care au fost membrii Cercului Poeților Dispăruți. Confruntat de Charlie, Richard îi îndeamnă pe ceilalți să-l facă pe Keating țapul ispășitor. Charlie îl lovește pe Richard și este exmatriculat. Fiecare dintre băieți este chemat în biroul lui Nolan pentru a semna o scrisoare prin care se atestă afirmațiile lui Richard, cu toate că ei știu că sunt false. Când îi vine rândul lui Todd, el ezită să semneze, dar o face după ce a văzut că și ceilalți au făcut la fel.
Keating este concediat, iar Nolan preia clasa. Keating întrerupe ora pentru a-și lua lucrurile personale; înainte de a pleca, Todd îi spune că au fost obligați să semneze scrisoarea prin care a fost demis și moartea lui Neil nu a fost din vina lui. Todd se ridică pe banca sa și îl salută pe Keating cu "O Captain! My Captain!". Peste jumătate din clasă face la fel, ignorând ordinele lui Nolan de a sta jos. Keating este profund emoționat de gestul lor, după care le mulțumește băieților și pleacă.

## Distribuție
- Robin Williams. . . . .John Keating
- Robert Sean Leonard. . . . .Neil Perry
- Ethan Hawke. . . . .Todd Anderson
- Josh Charles. . . . .Knox Overstreet
- Gale Hansen. . . . .Charlie Dalton
- Norman Lloyd. . . . .Directorul Gale Nolan
- Kurtwood Smith. . . . .Dl. Perry
- Dylan Kussman. . . . .Richard Cameron
- James Waterston. . . . .Gerard Pitts
- Allelon Ruggiero. . . . .Steven Meeks
- Alexandra Powers. . . . .Chris Noel

## Producție
Scenariul a fost scris de Tom Schulman și se bazează pe experiența sa de la Montgomery Bell Academy din Nashville, Tennessee, în special pe cea cu profesorul Samuel Pickering. O scenă din scenariul original, care îl arată pe Keating cum moare într-un spital, a fost scoasă de regizorul Peter Weir, dându-i gestului lui Todd de a se ridica pe banca sa o importanță enormă. Filmările au avut loc la St. Andrew's School din Middletown, Delaware, în New Castle, Delaware, precum și în Wilmington, Delaware.

## Recepție

### Încasări
Încasările internaționale au fost de 235.860.116 de dolari, în care sunt incluse și încasările domestice de 95.860.116 de dolari. A fost al cincilea cel mai profitabil film al anului 1989, și cel mai profitabil film dramatic.

### Reacția criticilor
Dead Poets Society are un rating de 86% și o notă de 7,2/10 pe Rotten Tomatoes, scor bazat pe 54 de recenzii. Site-ul notează, "Performanțele emoționante ale tinerei distribuții și un joc actoricesc de geniu al lui Robin Williams onorează drama de top al lui Peter Weir." Filmul are o notă de 79 din 100 pe Metacritic, scor bazat pe 14 recenzii, indicând "recenzii majoritar favorabile."
Criticul de la The Washington Post l-a numit o "distracție profundă și înțeleaptă", și l-a lăudat pe Robin Williams pentru "performanța actoricească plăcută și restrânsă". Vincent Canby de la The New York Times a lăudat și el "performanța excepțional de bună" a lui Williams, notând însă că "Dead Poets Society... se concentrează mai mult pe băieții sensibili decât pe profesorul Keating". Pauline Kael nu a fost convinsă de film, dar l-a lăudat pe Williams. "Performanța lui Robin Williams este mult mai elegantă decât cele anterioare [-] este foarte concentrat aici - [el] își recită replicile splendid, iar atunci când recită din Shakespeare nu există prosteală; el este un profesor cu un har, ce își demonstrează abilitățile."
Recenzia lui Roger Ebert a fost majoritar negativă, acordându-i filmului două stele din patru. El l-a criticat pe Williams pentru că a stricat o performanță dramatică prin atitudinea sa de comediant și că, cu toate că acțiunea are loc în anii '50, nu se menționează deloc despre scriitori generației beat. În plus, Ebert descrie filmul ca "o colecție de banalități pioase [...] Filmul duce lipsă de calități și valori, care apar doar în scenariu." După nominalizarea la Oscar pentru Cel mai Bun Actor într-un Rol Principal a lui Williams, atât Gene Siskel (care a scris și el o recenzie negativă despre film), cât și Ebert au spus că cei care meritau nominalizarea trebuiau să fie ori Matt Dillon pentru Drugstore Cowboy, ori John Cusack pentru Say Anything. În martie 1990, Ebert a mai spus și că pelicula care trebuia să primească o nominalizare pentru Cel mai Bun Film trebuia să fie Do the Right Thing al lui Spike Lee, și nu Cercul poeților dispăruți.

### Premii
Cercul poeților dispăruți a câștigat Premiul Oscar pentru cel mai bun scenariu original (Tom Schulman). Peter Weir a fost nominalizat la categoria Cel mai Bun Regizor, iar pelicula a fost nominalizată la categoria Cel mai Bun Film. Robin Williams a fost nominalizat pentru a doua oară la categoria Cel mai Bun Actor într-un Rol Principal și este considerat unul dintre cele mai bune roluri ale actorului. A câștigat și Premiul BAFTA pentru cel mai bun film.
- Premiile Oscar (SUA) 1990[15]
  - Câștigat: Cel mai Bun Scenariu Original (Tom Schulman)
  - Nominalizat: Cel mai Bun Actor într-un Rol Principal (Robin Williams)
  - Nominalizat: Cel mai Bun Regizor (Peter Weir)
  - Nominalizat: Cel mai Bun Film (Steven Haft, Paul Junger Witt și Tony Thomas, Producători)
- Premiile BAFTA (Regatul Unit) 1989[16]
  - Câștigat: Cel mai Bun Film
  - Câștigat: Cea mai Bună Coloană Sonoră Originală (Maurice Jarre)
  - Nominalizat: Cel mai Bun Actor într-un Rol Principal (Robin Williams)
  - Nominalizat: Cel mai Bun Regizor (Peter Weir)
  - Nominalizat: Cel mai Bun Montaj (William Anderson)
  - Nominalizat: Cel mai Bun Scenariu Original (Tom Schulman)
- Premiul César (Franța)[17]
  - Câștigat: Cel mai Bun Film Străin
- Premiul David di Donatello (Italia)[18]
  - Câștigat: Cel mai Bun Film Străin
- Directors Guild of America (SUA)[19]
  - Nominalizat: Cel mai Bun Regizor (Peter Weir)
- Premiile Globul de Aur (SUA)[20]
  - Nominalizat: Cel mai Bun Actor într-o Peliculă – Dramă (Robin Williams)
  - Nominalizat: Cel mai Bun Regizor (Peter Weir)
  - Nominalizat: Cel mai Bun Film – Dramă
  - Nominalizat: Cel mai Bun Scenariu (Tom Schulman)
- Writers Guild of America (SUA)[21]
  - Nominalizat: Cel mai Bun Scenariu – Original (Tom Schulman)

Filmul este pe locul 52 în clasamentul AFI's 100 Years...100 Cheers, o listă a celor mai stimulante 100 de filme din toate timpurile.

## Citate
Replica din film, „Carpe diem. Trăiți clipa, băieți. Faceți ceva cu viețile voastre.” este pe locul 95 în clasamentul 100 de ani...100 de replici memorabile, realizat de Institutul American de Film.
După moartea lui Williams din 2014, fanii săi au postat pe rețelele de socializare poze și videoclipuri ale scenei finale „O Captain! My Captain!”.

## Adaptări
N. H. Kleinbaum a scris un roman omonim bazat pe acest film: Dead Poets Society. New York: Hyperion. 1989. ISBN 978-1-4013-0877-3. OCLC 71164757.